# Pär Sundström

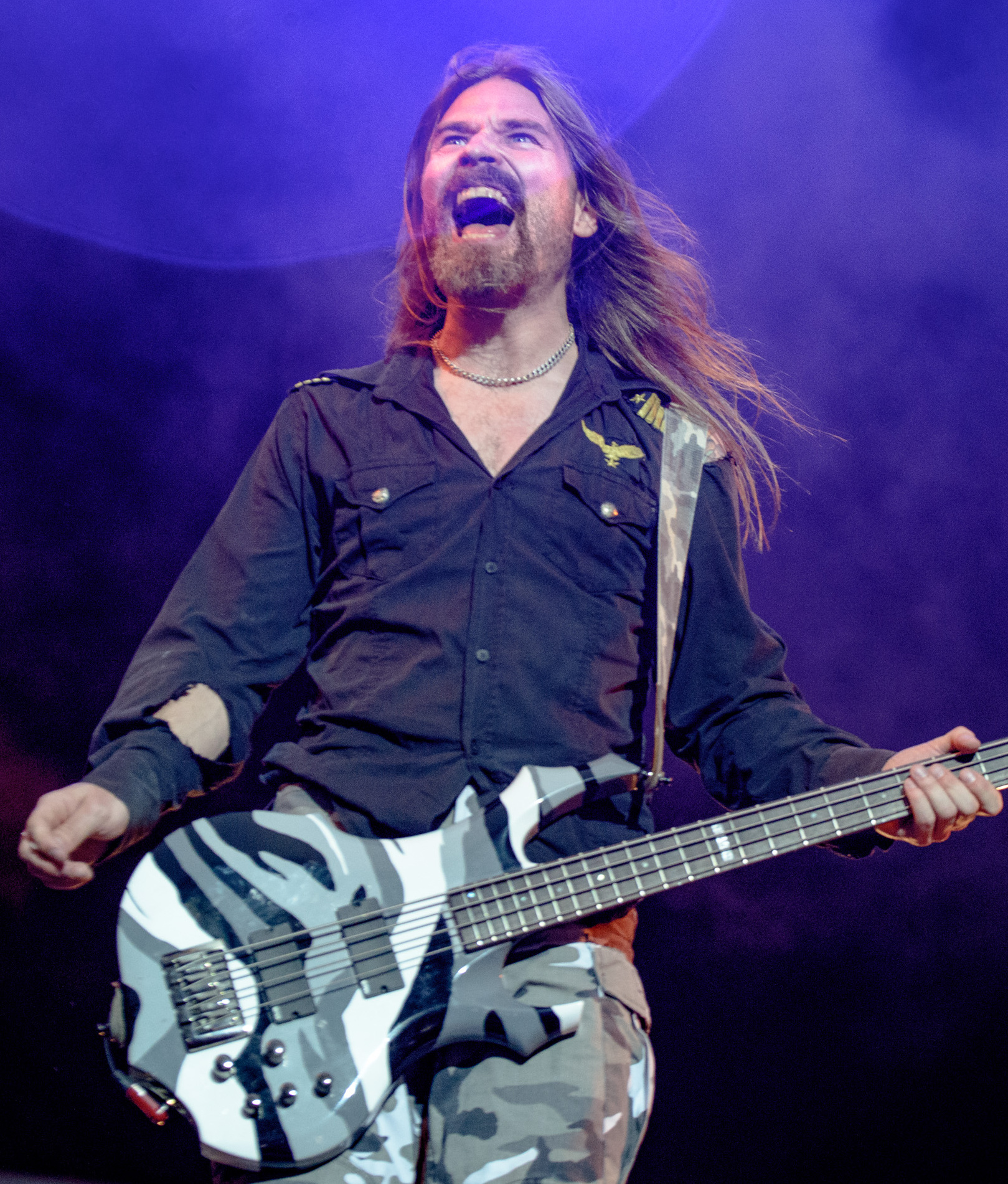
Pär Sundström auf dem Rockavaria 2016

Pär Sundström (* 8. Juni 1981 in Falun) ist ein schwedischer Bassist und neben Sänger Brodén letztes verbliebenes Gründungsmitglied der Power-Metal-Band Sabaton. Des Weiteren ist er Manager und Textdichter vieler Lieder der Gruppe.

## Leben
In seiner Jugend spielte Sundström in Black- und Death-Metal-Bands. Eine vierköpfige Band, in der er spielte, gewann Fahrt als Joakim Brodén hinzustieß. 1999 gründete er dann mit Brodén, Oskar Montelius, Rikard Sundén und Richard Larsson, der bereits 2001 die Band verließ, Aeon. Die Band wurde bald in „Sabaton“ umbenannt.
Zu seiner Rolle für Sabaton bemerkte Sundström in einem Interview mit metalheadspotted.com: „I do not practice a lot. I make sure I know all the Sabaton tunes but that[']s about it. My job is not just to play bass. I do a lot of stuff that is necessary for the band as manager.“
Bevor Sabaton eine professionelle Band wurde, hatte Sundström fünf Jahre lang einen „gut bezahlten Job als Manager einer großen Firma“. Sein Managementbüro für Sabaton ist wie auch das Studio der Band in Falun beheimatet.
Sundström ist kinderlos und hat eine Schwester. Zu seinen musikalischen Einflüssen zählt er vor allem Twisted Sister, dabei vor allem Dee Snider, Johann Sebastian Bach und Skid Row. Als Lieblingsbands gab er in einem Interview mit dem polnischen Sabaton-Fanclub Iron Maiden, Scorpions, Guns N’ Roses, Raubtier, Skid Row und Sabaton an.
In den Anfangsjahren von Sabaton führte Sundström die Pyrotechnik für die Bühnenshows selbst aus; er ist ein ausgebildeter Pyrotechniker.